# Haschem Aghadschari

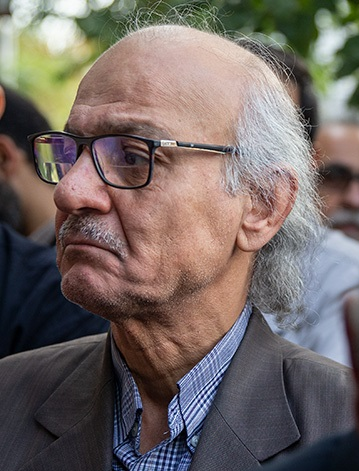
Haschem Aghadschari

Haschem Aghadschari (anhörenⓘ; * 1957, pers.: هاشم آغاجری) ist ein iranischer Professor für Geschichte an der Tarbiat-Modaress-Universität in Teheran und ein bedeutender Bürgerrechtler. Das Todesurteil gegen ihn führte zu massenhaften Studentenunruhen im Iran.

## Politische Haltung
Haschem Aghadschari verlor im Iran-Irak-Krieg ein Bein. Er wurde international bekannt durch seine Kritik an den sozialen Missständen und an der politischen Unterdrückung im Iran und die Analyse ihrer religiös-kulturellen Ursachen. Er erklärte öffentlich, dass die Muslime den islamischen Klerikern nicht blind folgen dürften. Aghadscheri fordert einen „islamischen Protestantismus“ und einen „islamischen Humanismus“ in der Tradition von Ali Schariati: 

„Der heutige Islam muss ein anderer sein. In allen Lebensbereichen müssen wir ein neues Verständnis des Islam entwickeln. Der Islam von heute muss zu der Denkweise und zur Wirklichkeit von heute passen... Die religiösen Führer haben uns gelehrt, dass es ein Verbrechen sei, den Koran auf eigene Faust auszulegen. Sie fürchteten wohl, dass ihre Zunft daran kaputtgehen würde, dass die Jungen lernten, den Koran selbst zu lesen... Die Leute sind keine Affen, die nur nachahmen. Der Lernende versteht und handelt danach. Er bemüht sich, sein Wissen zu erweitern, damit er eines Tages den Lehrer nicht mehr benötigt. Die Fundamentalisten aber streben ein Verhältnis von Herr und Gefolge an. Der Herr bleibt dann immer der Herr und das Gefolge immer das Gefolge. Das ist geistige Sklaverei – wie eine Kette ums Genick. Der herrschende Klerus im Iran will die totale Macht ausüben... Unsere Kultur braucht einen islamischen Humanismus. Die Menschenrechte sind in unserer Verfassung garantiert. Niemand darf mit Füßen getreten werden.“

## Todesurteil
Am 6. November 2002 erging in Hamedan (Iran) das Urteil gegen ihn: Tod durch den Strang wegen „Blasphemie“ und „Beleidigung des Propheten“. Die Folge waren wochenlange und massenhafte Studentenproteste an den Universitäten. Aghadscheris Anwalt legte Berufung gegen das Todesurteil ein. Das Urteil wurde im Februar 2003 durch das iranische Oberste Gericht aufgehoben und zur erneuten Verhandlung an das erstinstanzliche Gericht zurückverwiesen. Im Mai 2004 wurde das Todesurteil durch das erstinstanzliche Regionalgericht erneuert. Im darauf folgenden Monat setzte das Oberste Gericht die Strafe herab. Sie wurde umgewandelt in eine fünfjährige Freiheitsstrafe, wobei zwei Jahre zur Bewährung ausgesetzt wurden. Zugleich wurden ihm seine staatsbürgerlichen Rechte für die Dauer von fünf Jahren aberkannt. Haschem Aghadscheri wurde am 31. Juli 2004 gegen Bezahlung einer hohen Kaution freigelassen, nachdem er bereits eine etwa zweijährige Haftzeit verbüßt hatte.